# Liberty Seguros-Würth Team/2005
Deze pagina geeft een overzicht van de wielerploeg Astana in 2005. Toen heette de ploeg nog Liberty Seguros - Würth Team.
| Naam                               | Geboortedatum | Nationaliteit | Ploeg 2004             |
| ---------------------------------- | ------------- | ------------- | ---------------------- |
| René Andrle                        | 01-04-1974    | Tsjechië      |                        |
| Dariusz Baranowski                 | 22-06-1972    | Polen         |                        |
| Carlos Barredo                     | 05-06-1981    | Spanje        |                        |
| Joseba Beloki                      | 12-08-1973    | Spanje        | Brioches la Boulangère |
| Giampaolo Caruso                   | 15-08-1980    | Italië        |                        |
| Alberto Contador                   | 06-12-1982    | Spanje        |                        |
| Allan Davis                        | 27-07-1980    | Australië     |                        |
| Koen de Kort                       | 08-09-1982    | Nederland     | Rabobank               |
| David Etxebarria                   | 23-07-1973    | Spanje        | Euskaltel - Euskadi    |
| Koldo Gil Pérez                    | 16-01-1978    | Spanje        |                        |
| Igor González de Galdeano          | 01-11-1973    | Spanje        |                        |
| Roberto Heras**                    | 21-02-1974    | Spanje        |                        |
| Jesús Hernández                    | 28-09-1981    | Spanje        |                        |
| Jan Hruška                         | 04-02-1975    | Tsjechië      |                        |
| Jörg Jaksche                       | 23-07-1976    | Duitsland     | Team CSC               |
| Aaron Kemps                        | 10-09-1983    | Australië     | Quick Step-Davitamon   |
| Daniel Navarro                     | 08-07-1983    | Spanje        | elite                  |
| Isidro Nozal                       | 18-10-1977    | Spanje        |                        |
| Sérgio Paulinho                    | 26-03-1980    | Portugal      | LA Aluminos            |
| Javier Ramirez                     | 14-03-1978    | Spanje        |                        |
| José Antonio Redondo (vanaf 23-07) | 05-03-1985    | Spanje        | neo                    |
| Nuno Ribeiro*                      | 09-09-1977    | Portugal      | LA Aluminos            |
| Luis León Sánchez                  | 24-11-1983    | Spanje        |                        |
| Iván Santos Martínez               | 18-02-1982    | Spanje        | elite                  |
| Michele Scarponi                   | 25-09-1979    | Italië        | Domina Vacanze         |
| Marcos Serrano                     | 08-09-1972    | Spanje        |                        |
| Ángel Vicioso                      | 13-04-1977    | Spanje        |                        |

* Nuno Ribeiro werd op 6 mei ontslagen, nadat hij voor de start van de Ronde van Italië een te hoog hematocrietgehalte bleek te hebben, wat zou kunnen duiden op het gebruik van epo. Overigens was de uitslag van de daarop volgende epo-test negatief.

** Roberto Heras werd op 25 november ontslagen vanwege het gebruik van epo.

## Overwinningen
Tour Down Under
3e etappe Luis Léon Sanchez
5e etappe Alberto Contador
Eindklassement Luis Léon Sanchez
Ronde van Murcia
3e en 5e etappe Allan Davis
Catalaanse Week
3e etappe Alberto Contador
Eindklassement Alberto Contador
Ronde van het Baskenland
5b etappe (ITT) Alberto Contador
Klasika Primavera
David Etxebarria
Ronde van Aragon
5e etappe Allan Davis
Ronde van Romandië
4e etappe Alberto Contador
Ronde van Italië
Koldo Fernandez
Euskal Bizikleta
1e etappe Ángel Vicioso
4a etappe Ángel Vicioso
Ronde van Frankrijk
18e etappe Marcos Serrano
Eneco Tour
3e etappe Allan Davis
Ronde van Spanje
5e en 14e etappe Roberto Heras
Eindklassement Roberto Heras
2005 · 2006 · 2007 · 2008 · 2009 · 2010 · 2011 · 2012 · 2013 · 2014 · 2015 · 2016 · 2017 · 2018 · 2019 · 2020 · 2021 · 2022 · 2023 · 2024 · 2025
Bouygues Télécom · Cofidis, Le Crédit par Téléphone · Crédit Agricole · Team CSC · Davitamon - Lotto · Discovery Channel Pro Cycling Team · Domina Vacanze · Euskaltel - Euskadi · Fassa Bortolo · La Française des Jeux · Team Gerolsteiner · Illes Balears - Caisse D'Espargne · Lampre - Caffita · Liberty Seguros - Würth Team · Liquigas - Bianchi · Phonak Hearing Systems · Quick Step - Innergetic · Rabobank · Saunier Duval - Prodir · T-Mobile Team